# Труди Хейнс
Труди Хейнс (23 ноември 1926 – 7 юни 2022) е американска журналистка. Тя е първата афро-американска репортерка в САЩ от 1963 г., когато е наета от WXYZ-TV в Детройт. През 1965 г. става първият репортер на афроамерикански телевизионни новини за KYW-TV (сега CBS-3) във Филаделфия, където продължава работа до пенсионирането си през 1999 г. Домакин е на онлайн шоуто "Шоуто на Trudy Haynes" до смъртта си на 7 юни 2022 г..

## Ранен живот и образование
Хейнс е родена като Гертруд Даниелс в Ню Йорк на 23 ноември 1926 г. Единствено дете на Марджъри и Пърси Даниелс, тя посещава няколко училища, но завършва гимназия „Форест Хилс“ в Куинс, Лонг Айлънд. Расовата сегрегация я принуждава да ходи с автобус до училище. Във „Форест Хилс“ тя е единствената афро-американска мажоретка в гимназиалния си отбор.
През 1943 г. е приета в университета Хауърд, където учи социология и психология. Хейнс получава бакалавърска степен през 1947 г.

## Кариера
В началото Хейнс интервюира хора свързани с местната политика, заседанията на кметството и училищния съвет. С времето тя разширява кръга хора от кметове на Филаделфия и губернатори на Пенсилвания до известни личности като д-р Мартин Лутър Кинг, бившия президент Линдън Джонсън, бившия вицепрезидент на Съединените щати Хюбърт Хъмфри. По-късно започва да интервюира личности от шоубизнеса. Връзките й със света на развлеченията накарват KYW-TV да създаде сегмент, озаглавен „Trudy's Grapevine“, в което се съобщават клюки за знаменитости. Става домакин на такива местни предавания за обществени въпроси като „Sunny Side Up“ и „Sunday magazine“.

## Награди, сдружения и благотворителни организации
Хейнс държи връзка с много професионални асоциации, като Филаделфийския клон на Националната асоциация на чернокожите журналисти, Националния алианс на бизнесмените, Националната негърска бизнес лига, Гилдията на Националната градска лига.
През 1990 г. създава фонд за стипендии за изявени студенти от района на Филаделфия, където набира средства в продължение на пет години по време на мандата си в KYW-TV. През 1995 г. Хейнс е наградена с Еми в своята област. Четири години по-късно тя е въведена в Залата на славата на Broadcast Pioneers на Филаделфия. Хейнс заявява: „Мисля, че бях много добре приет от всички раси... Филаделфия е град на кварталите и във всеки от тези квартали, в които влизам, съм добре дошла." През годините Хейнс получава много награди, назначения и участва в много организации и поддържа лидерски позиции:
- 1995: "Еми" Национална академия за телевизионни изкуства и науки[3]